# Sociedade Esportiva Ceilandense
A Sociedade Esportiva Ceilandense, ou apenas Ceilandense, é um clube de futebol brasileiro, sediado em Ceilândia, no Distrito Federal. O estádio na qual o time manda seus jogos é o Abadião.

## História
O Ceilandense foi fundado no dia 8 de outubro de 1977, originário de um grupo de amigos de Ceilândia que reuniam-se para jogar futebol no campo da QNL, em Taguatinga (atualmente, no local encontra-se o Atacadão Extra), e que eram chamados de "L Norte Esporte Clube". Com a fundação oficial, o clube foi chamado de Sociedade Esportiva Ceilandense e seu mascote era uma serpente.
A profissionalização do clube ocorreu em 1980 e em 1981, participou pela primeira vez de uma competição nacional; a Série C do Campeonato Brasileiro. Neste ano que o clube mudou o seu nome pela primeira vez. Em 2006 mudou o escudo e adotou um novo mascote: Arara. No inicio, era o maior clube candango entre os que disputavam a segunda divisão, era quase imbativel, porém o regulamento era pífio.O time sempre terminava com 100% de aproveitamento na fase de pontos corridos (por 6 anos consecutivos), mas por 6 anos ao terminar com 100% nos pontos corridos, o time sempre perdia no mata-mata.
Depois de enfrentar dívidas e ostracismo, em 2009 o Ceilandense chegou até a final do Campeonato Brasiliense da Segunda Divisão, na qual enfrentaria o Botafogo-DF. Às vésperas da decisão o clube fechou parceria com o Atlético Goianiense e assim o clube mudou seu nome (novamente), seu escudo, seu uniforme e seu mascote, passando a se chamar Sociedade Atlético Ceilandense  e adotando o Dragão como mascote, o mesmo mascote do parceiro goiano.
Em 2013 a parceria se encerrou e o clube retomou seu nome, cores e símbolos originais, porém no ano seguinte voltou a adotar um uniforme rubro negro em conjunto com o tradicional tricolor.
Em 2023 foi campeão da Segunda Divisão.

## Títulos
| ESTADUAIS | ESTADUAIS                                | ESTADUAIS | ESTADUAIS   |
|           | Competição                               | Títulos   | Temporadas  |
| --------- | ---------------------------------------- | --------- | ----------- |
|           | Campeonato Brasiliense - Segunda Divisão | 2         | 2009 e 2023 |

Campanhas de destaque
- Vice-Campeonato Brasiliense da 2ª Divisão: 2005 e 2019